# Горгани

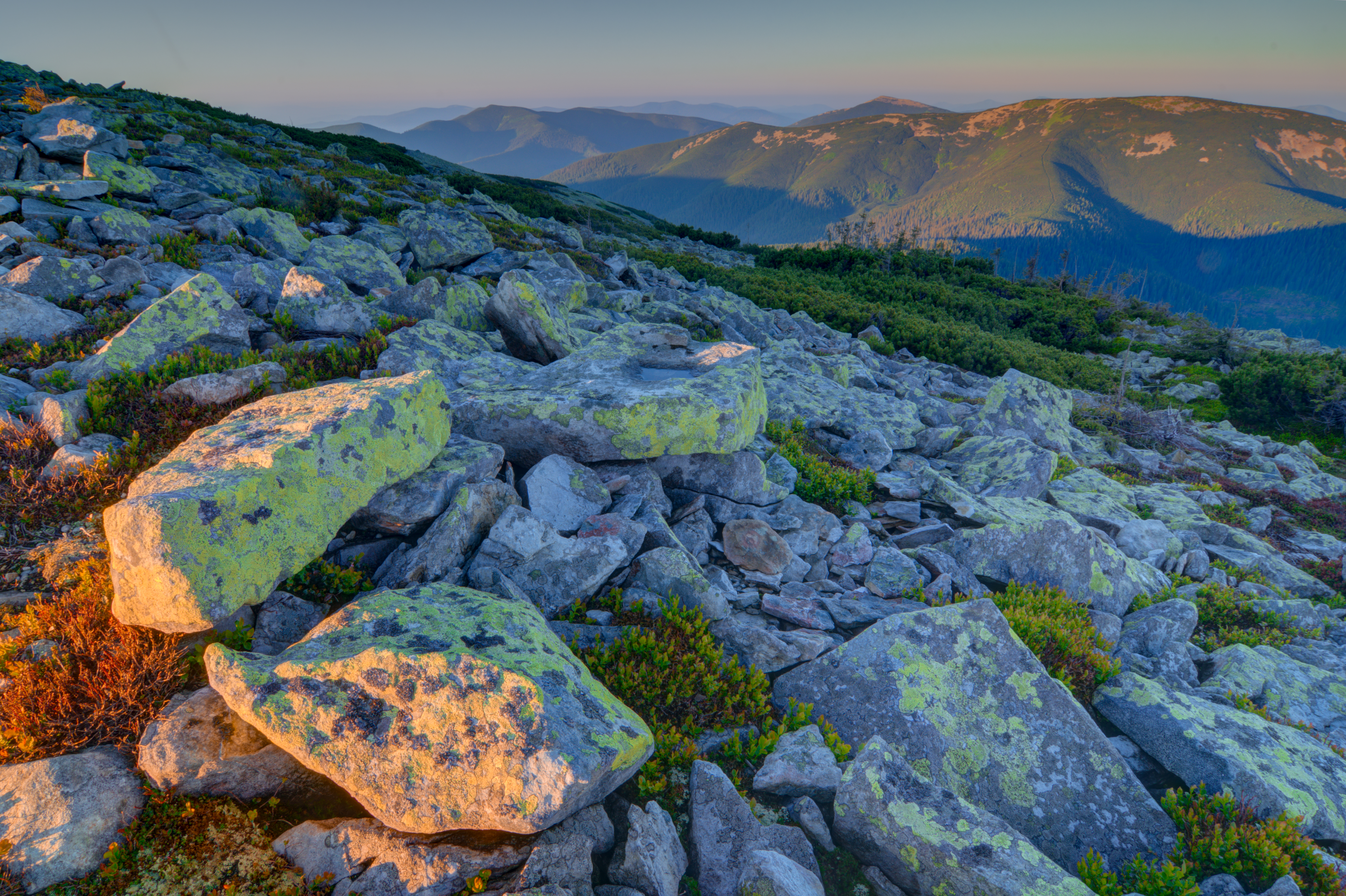
Кам'яні осипища — «го́ргани»

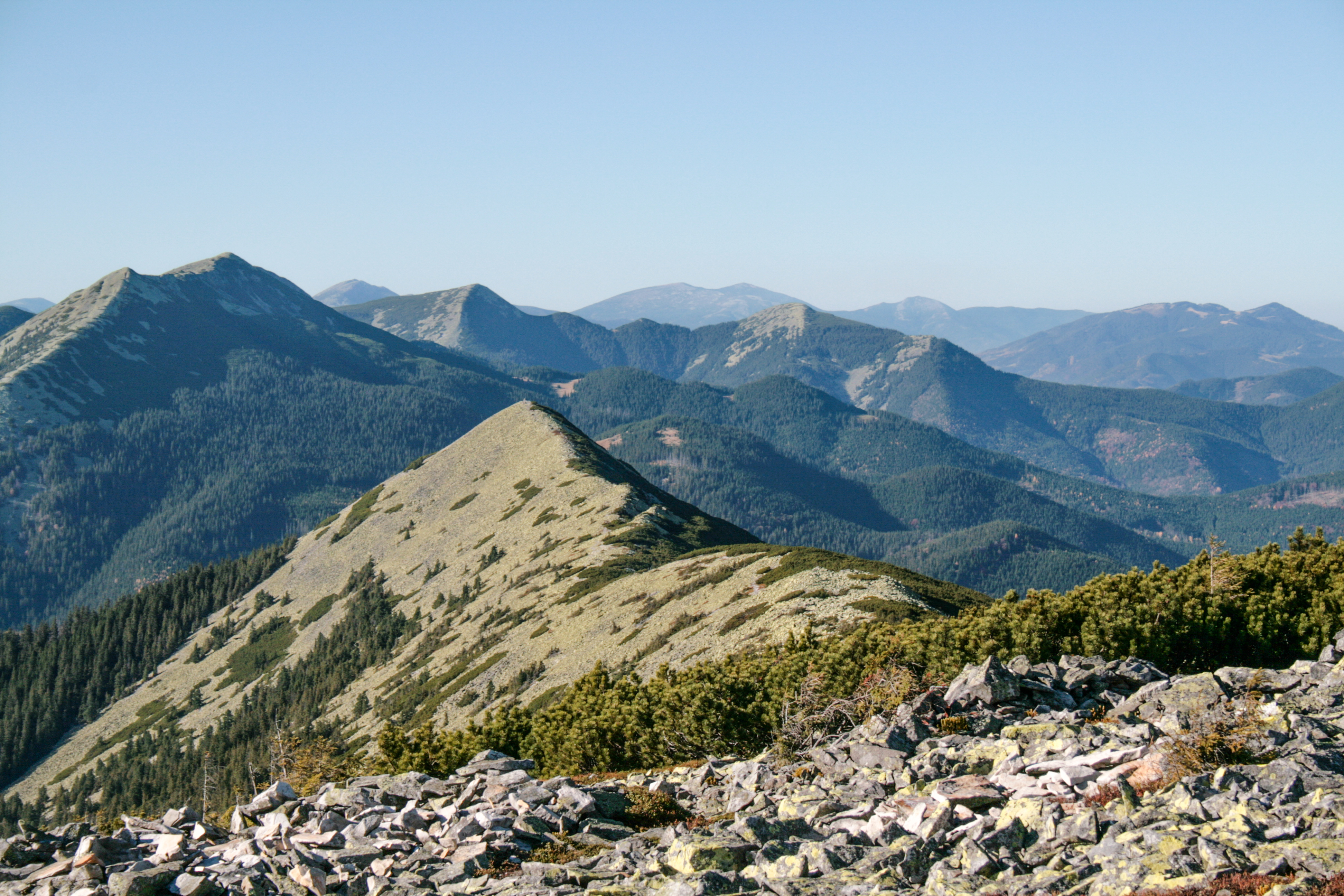
Гора Малий Горган (на передньому плані) та гора Довбушанка (на задньому плані, зліва)

Горгани, також іноді Ґорґа́ни — гірський масив, система гірських хребтів у зовнішній смузі скибових Українських Карпат. Розташований в Івано-Франківській та частково в Закарпатській областях.

## Географічне положення
Масив простягається на 80 км із північного заходу (від Вишківського (Торунського) перевалу (941 м) на південний схід (до Татарського (Яблуницького) перевалу), ширина становить близько 40 км. На заході долини Мізуньки і Ріки відмежовують їх від Бескидів, а на сході долини Прутця й Прута — від Чорногори та Покутсько-Буковинських Карпат. Ландшафти Горган характеризуються доволі своєрідною будовою: мають не дуже великі висоти (в середньому 1400–1500 м), однак зі значними перепадами.

## Етимологія
Найбільш ймовірною є гіпотеза про походження назви від румунського слова «gorgan» — курган. Тут є декілька вершин з назвою «Горган»: Малий Горган, Горган Вишківський, Горган Ілемський, Кінець Горгану та інші.
Горгани, як синонім — «горготати», «горготіти», «скреготіти», «скрекотати». Тобто, коли масивні брили каменю, що вкривають вершини гір, рухаються по схилах гір, то створюють шум, глухі звуки — горготіння (скреготіння).

## Географія

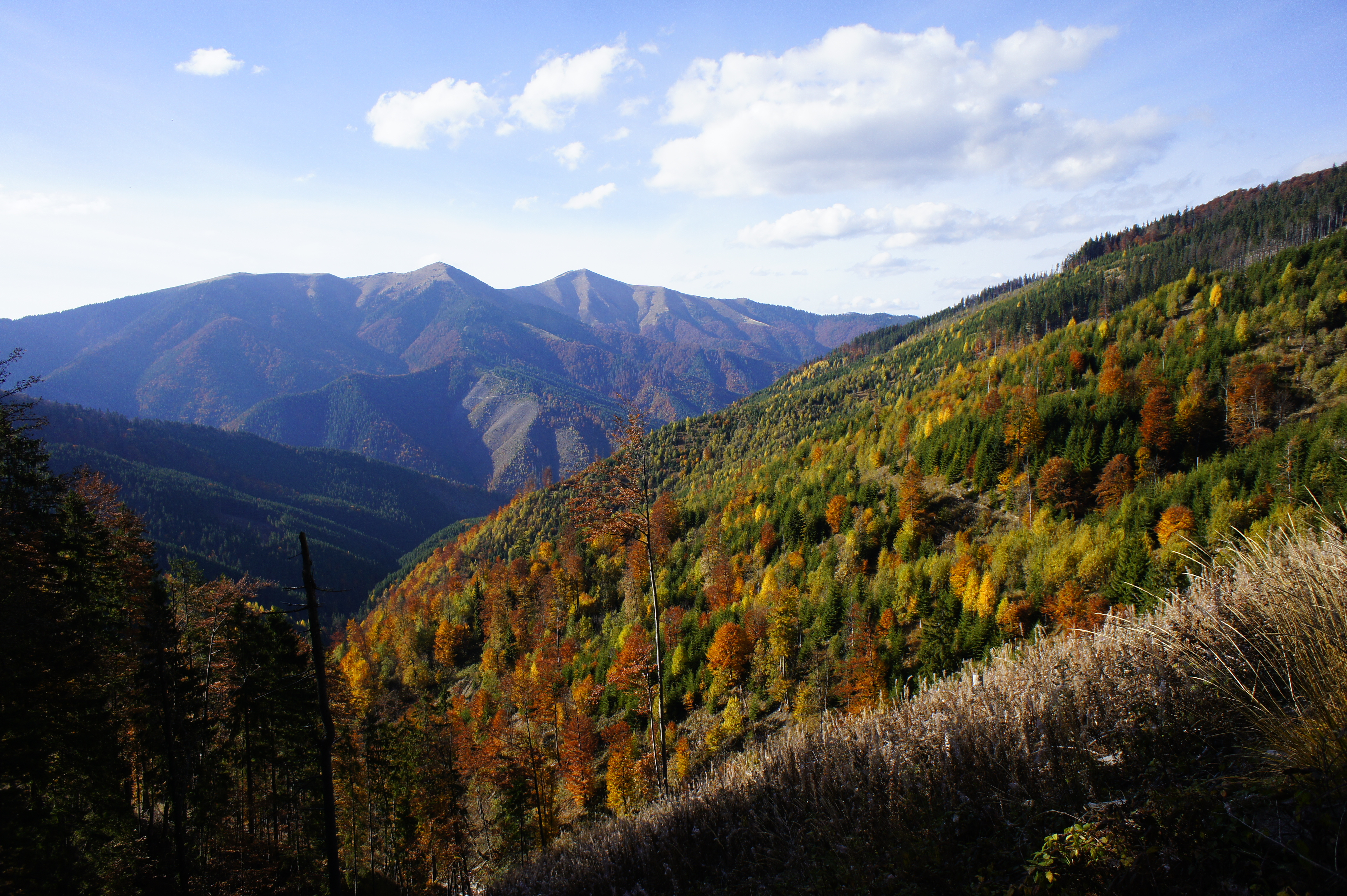
Стримба

Зі сходу на захід Горгани поділяються на Крайові низькогірні, Зовнішні (Скибові) і Привододільні (Внутрішні).
Крайові низькогірні Горгани — група низьковисотних гірських хребтів, витягнутих у південно-східному напрямку між Свічею та Прутом, які охоплюють приблизно Берегову та Орівську скиби. Поперечні долини головних річок тут сильно розчленовані. Межиріччя цих річок настільки розчленовані, що типово карпатське південно-східне простягання хребтів порушене, і вододіли між відрізками головних річок іноді витягнуті паралельно до долин, тобто на північний схід.
Зовнішні (Скибові) Горгани — група середньогірних ландшафтів, які займають найвищу частину Горган. Зовнішні Горгани розташовані у межах трьох скибових структур — Сколівської, Парашки і Зелем'янки. Абсолютна висота гір тут сягає 1600—1800 м. Зовнішні Горгани складаються з трьох гірських пасом, які пов'язані з відповідними скибами. Північне пасмо фіксується хребтами Лютий, Лисий, Нягрин, Стовба, Верхній Сеглис, Гриньків, Чорногорець. Середнє Пасмо — найвищі хребти Горган: Пустошак, Аршиця, Ігровище, Сивуля, Довбушанка, Хом'як та інші. Південне пасмо розташоване у верхів'ях головних карпатських річок і складається з дуже розгалужених хребтів: Ілемського, Грофа, Дарівського та інших.
Зовнішні Горгани поділяються на декілька районів: Свіцько-Мізунські Горгани (межиріччя Свічі — Мізуньки — Лужанки — Сукілю), Аршиця-Ілемські Горгани (межиріччя Свічі — Лімниці), Верхнєлімницькі Горгани (у верхів'ї р. Лімниці), Сивулянсько-Станимирські Горгани (у верхів'ї р. Бистриці Солотвинської), Довбушанські Горгани (між долинами Бистриці-Надвірнянської і Пруту), Запрутські Горгани (межиріччя Прута-Черемоша). У Довбушанських Горганах повсюди — на схилах гір і на вершинах гребенів, де виходять на поверхню пісковики, розвинені греготи. Потоки Ростока, Ялови та Соколов впадають у річку Мизунку. Потік Дощинка впадає у річку Бистрицю Солотвинську.
Привододільні (Внутрішні) Горгани — група середньовисотних гірських хребтів, які розташовані на межі Закарпатської та Івано-Франківської областей. Переважні висоти 1300–1500 м, максимальна — 1788 м. У північно-західній частині Привододільних Горган — масивні хребти: Пішконя, Стримба, Передня та інші, розчленовані долинами річок Ріки, Тереблі, Тересви та їхніми притоками. У південно-східній частині — хребет Братківський (вершини: Братківська — 1788 м, Гропа — 1763 м, Чорна Клева — 1719 м), розчленований верхів'ями річок Чорної Тиси та Бистриці Надвірнянської. Хребти Привододільних (Внутрішніх) Горган мають вузькі пасма й круті схили. Греготи тут менш поширені і трапляються лише на тих хребтах, які заходять або в Скибову зону (Кінець Горган), або в зону Магури (Чорна Клева). У порівнянні зі Скибовими Горганами тут складки є ширшими й менше насунуті одна на одну. Хребти є масивнішими й розділені поміж собою чіткими зниженнями.
З півночі на південь Горгани складаються з трьох великих частин, відділених одна від іншої глибокими річковими долинами. Зокрема, Північні Горгани обмежені Мизункою та Лімницею і включають такі найвищі гори: Молода (1723 м), Грофа (1748 м), Попадя (1740 м); Центральні Горгани — найвища частина гірського масиву — обмежені Лімницею та Бистрицею Надвірнянською і розділені навпіл неглибокою долиною Бистриці Солотвинської, включають такі вершини: Ігровець (1804 м), Велика Сивуля  (1836 м), Мала Сивуля (1818 м); Південні Горгани обмежуються долинами Бистриці Надвірнянської та Пруту, і включають гори: Братківська (1788 м), Чорна Клева (1719 м), Довбушанка (1754 м), Синяк (1665 м). Для Горган характерні круті асиметричні схили й гострі гребені гір; на вершинах кам'яні осипища (місцева назва «го́ргани» (наголос на перший склад) або «грехоти», «греготи» . Основні хребти розчленовані поперечними долинами річок Бистриці, Пруту і Тереблі. Складаються здебільшого з пісковиків. На річках — пороги, водоспади. Є невеликі озера.

## Зледеніння
Питання зледеніння Горган досі ще не з'ясоване. Сліди зледеніння у Горганах хоча й типові, однак нечисленні і зв'язані з певними літологічними комплексами різної стійкості. На думку В. П. Матвіїва, Горгани, імовірно, зазнали риського і вюрмського зледенінь у середньому плейстоцені.
Е. Роммер на основі морфометричного аналізу хребтів Карпат дійшов висновку, що у плейстоцені Горгани підлягали фірновому зледенінню. На думку вченого, основною причиною утворення льодовиків були: значна висота (не нижче 1700 м НРМ), масивність гірських хребтів (ширина яких на висоті 1500 м НРМ не менше 2 км) і кліматичні умови.
Над територією, покритою материковим льодом, виникла область високого тиску, від якої в напрямку Карпат дули постійні вітри. Ці вітри, проходячи над вологою тундрою і піднімаючись вверх по схилах крайових хребтів, зволожувались і приносили у центральні райони Карпат значну кількість опадів. Опади у вигляді снігу покривали голі, непокриті рослинністю гірські схили, оскільки верхня межа лісу в цей період була значно нижче від сучасної. Температурні умови сприяли акумуляції снігу, який нагромаджувався спочатку на північних, а пізніше і на південних схилах найвищих хребтів Горган. У районах, які прилягали до фірнових полів, йшло інтенсивне морозне вивітрювання, про що свідчить наявність греготів.
Слідів долинних льодовиків у Горганах не виявлено, однак Б. М. Іванов допускає можливість їхнього існування у плейстоцені. Невеликі долинні льодовики, на думку Б. М. Іванова, опускалися з вершин г. Високої по долині потоку Кужменець, а також із вершин Грофа і Попадя. Гірські хребти Сивулі, Ігровища і Довбушанки зазнали карового заледеніння, про що свідчать цирки і напівцирки на схилах ряду вершин. Снігова лінія в Українських Карпатах опустилася до 1450—1500 м.

## Флора

Схід сонця на Грофі

Схили Попаді та верхів'я р. Мокрянки

Рослинність представлена ялицево-буково-смерековими лісами з переважанням бука і ялиці, що підіймаються до висот 850—900 м; смереково-ялицево-буковими лісами, з переважанням смереки, що підіймаються до висот 950—1000 м; смерековими лісами.
Ландшафтна (природна) верхня межа лісу (ВМЛ) проходить на висоті 1500–1600 м і представлена смерековими і кедрово-смерековими деревостанами. На північно-східних схилах Горганів кедр поширений до висоти 1630 м, на південно-західних — до 1495 м на хребеті Тавпіширка. Поширені кедрово-смерекові ліси у ландшафтах Горганів на всіх експозиціях у межах висот 1180–1500 м. Один із найбільших осередків кедру тут є в басейні р. Молода на південних схилах крутістю 25–30° у межах висот 1400–1500 м. До висоти 1 600–1 650 м проростають лише поодинокі біогрупи кедру.
Найвище ВМЛ проходить у ландшафті Сивуля — на південно-західних схилах г. Сивуля на висоті 1650 м. Декілька десятків екземплярів сосни кедрової В. І. Комендар (1966) знаходив в урочищі «Тавпіширка», під горою Попадя, в смерековому рідколіссі урочища «Кедрин». І. М. Берко (цит. за: В. И. Комендар, 1966) знаходив сосну кедрову в зоні ВМЛ у масивах Грофа, Окола, Горган, вершинах Ялова, Сивуля, Висока і в смерековому рідколіссі на горі Яйко-Перегінське. Чимало сосни кедрової трапляється у ПТК у смузі ВМЛ на Ротилі, Греготі (особливо у привододільній зоні Горган). Поодинокі екземпляри сосни кедрової трапляються у ПТК південних схилів г. Негрова на висоті 1420 м НРМ у верхів'ї р. Лімниці на г. Яйко (1500 м НРМ) розташований кедровий заповідник площею 270 га. Максимальна висота, на яку піднімається сосна кедрова в ландшафтах Українських Карпат,— 1635 м НРМ. На такій висоті вона виявлена у Довбушанському ландшафті. В урочищі Малий Конюсяк сосна кедрова зростає на висоті 1620 м НРМ.
Від висот 1350–1500 м починається чагарникове криволісся із сосни гірської («жерепу»), а вище 1670 м — кам'яні розсипища, альпійських лук (полонин) немає. По долинах річок, на терасах розміщуються післялісові луки, які виникли в результаті вирубування лісів, а зруби використовувались як сінокоси або пасовища. Післялісові луки є рефугіумами рідкісних, зникаючих і червонокнижних видів, зокрема, арніки гірської (Arnica montana), купальниці європейської (Trollius europeus), лілії лісової (Lilium martagon), підсніжника білого (Galanthus nivalis), білоцвіту весняного (Leucojum vernum), різноманітних орхідей (Orchideaceae) тощо.

## Фауна
Тваринний світ представлений 10 видами риб, 9 видами амфібій, 5 видами плазунів, 42 видами ссавців та 75 видами птахів. З-поміж безхребетних численними є комахи з рядів твердокрилих, перетинчастокрилих, лускокрилих та двокрилих. З твердокрилих найбільш численні родини жуків-турунів (134 види) і жуків-вусачів (82 види).

## Природоохоронні території

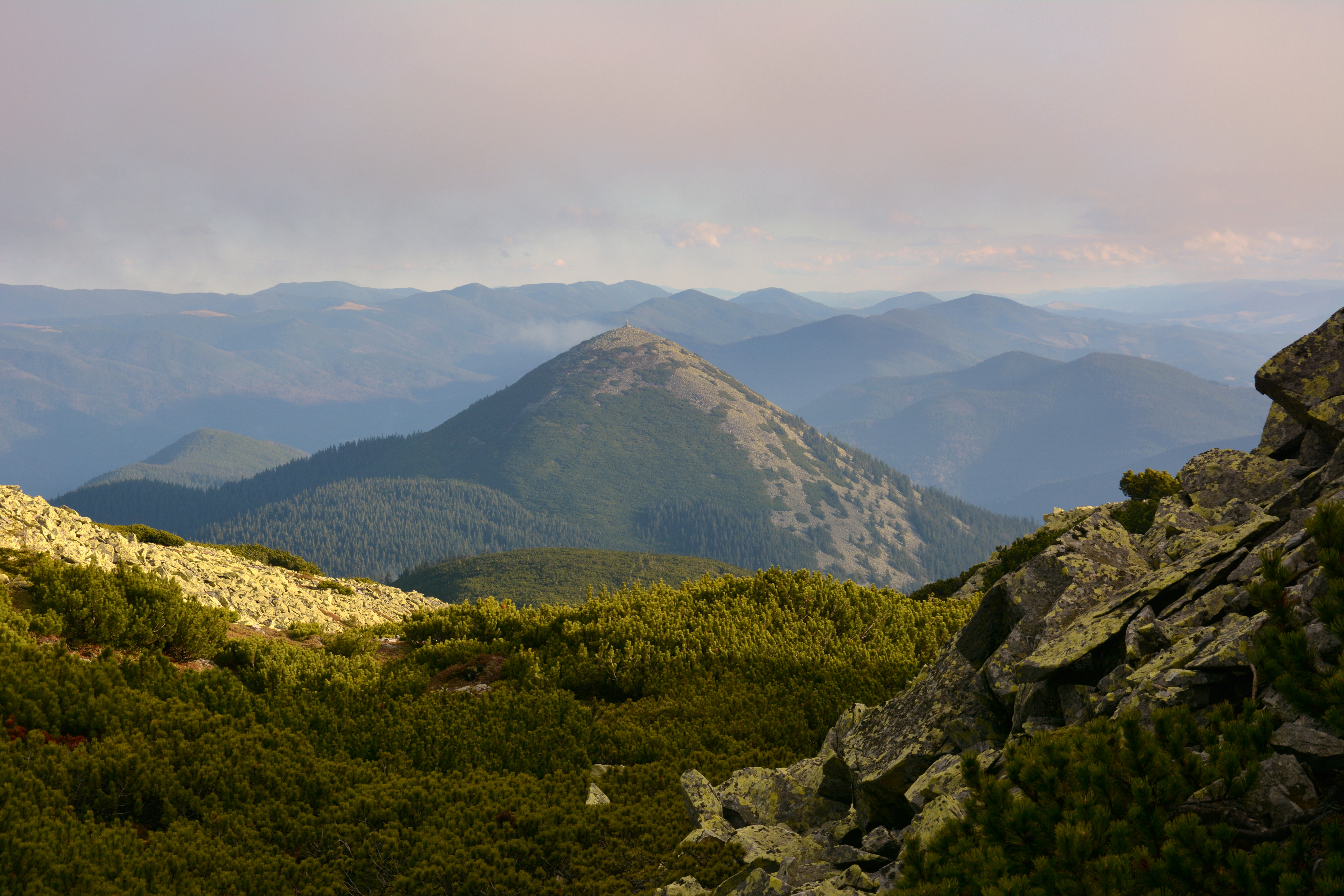
Гора Хом'як

Південно-східну частину Горган займає Карпатський природний національний парк, масиви гір Довбушанки та Полєнський займає Природний Заповідник «Горгани» (5 тис. га), масиви гір Попадя й Грофа охоплює Ландшафтний заказник Грофа. Ці природно-заповідні території створені для збереження реліктової сосни кедрової європейської (Pinus cembra).
Офіційне відвідування природного заповідника «Горгани» з туристичною метою повністю заборонено. Дозволені туристичні маршрути відсутні. Оглянути природоохоронні об'єкти Горган можна тільки з науковою метою за наявності дозволу керівництва заповідника та у обов'язковому супроводі працівника заповідника. На території заповідника існують науково-пізнавальні стежки для цих цілей загальною протяжністю 38,4 км.

## Хребти

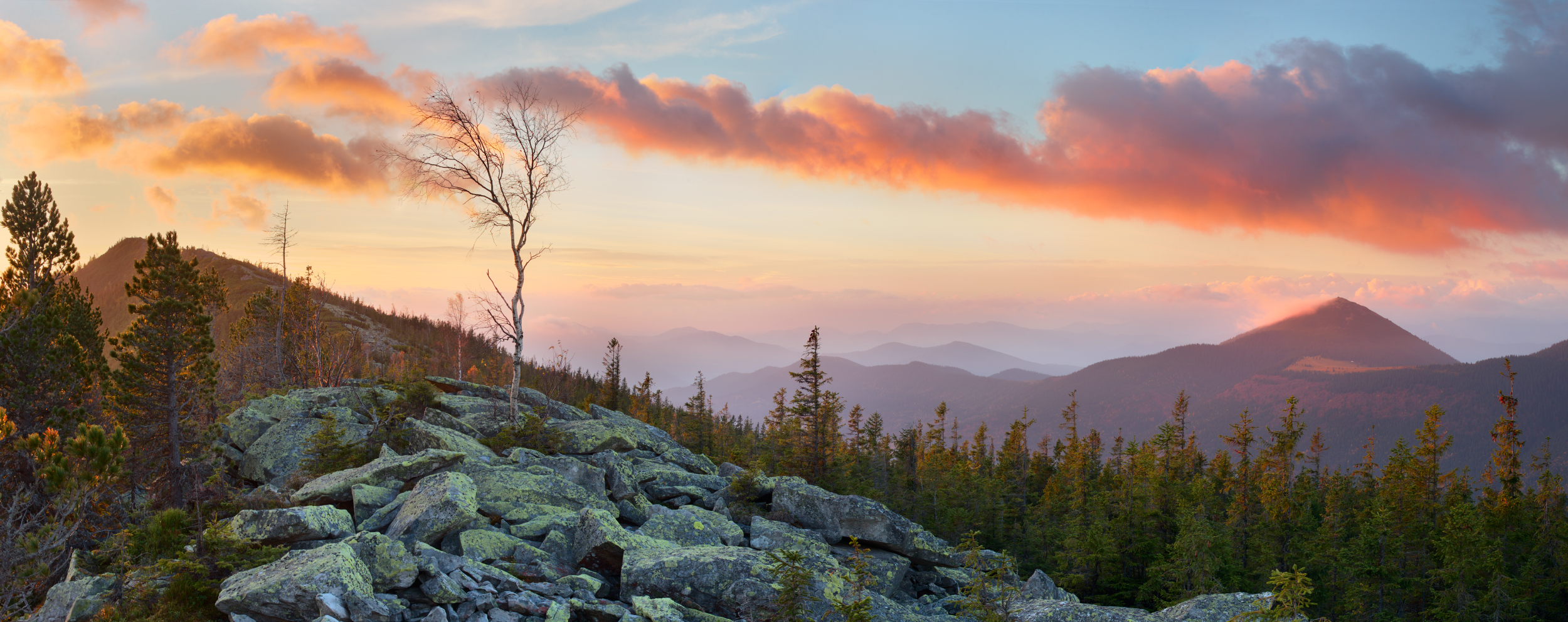
Хребет Явірник

- Аршиця
- Борсукова
- Горган
- Довбушанка
- Ігровище
- Матахів
- Братківський
- Паренки
- Сивуля
- Синяк
- Стримба
- Чортки
- Явірник

## Деякі вершини

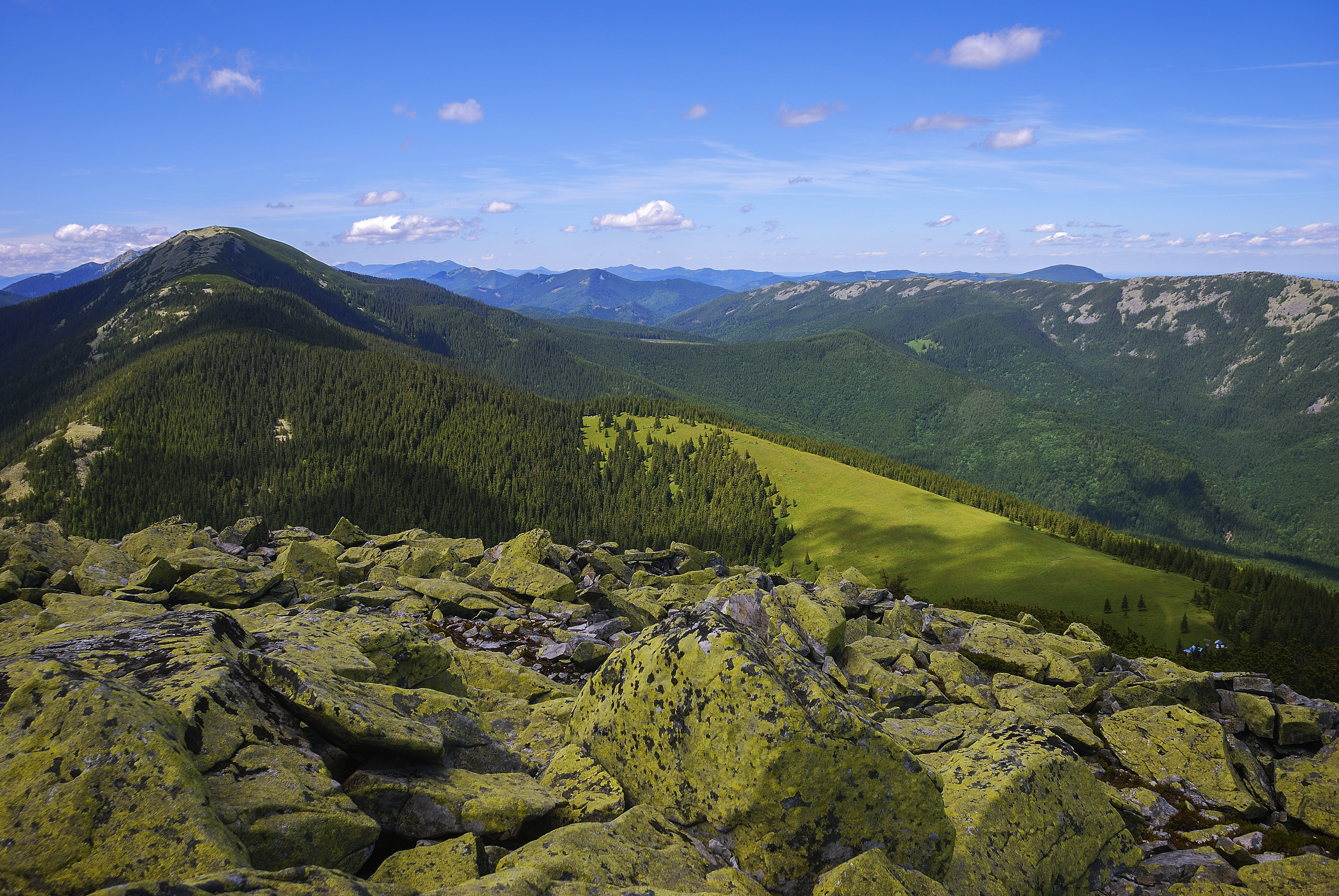
Заповідник «Горгани»

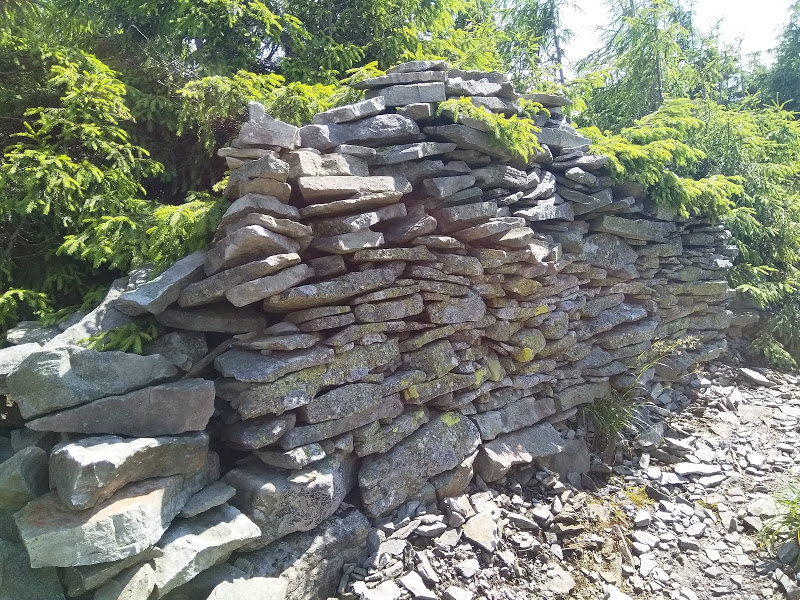
Руїни військових укріплень часів Першої світової війни в масиві Горгани

- Велика Сивуля (1836 м)
- Мала Сивуля (1818 м)
- Ігровець (1804 м)
- Висока (1803 м)
- Братківська (1788 м)
- Гропа (1763 м)
- Довбушанка (1754 м)
- Грофа (1748 м)
- Попадя (1740 м)
- Ведмежик (1735 м)
- Паренки (1735 м)
- Молода (1723 м)
- Стримба (1719 м)
- Чорна Клева (1719 м)
- Дурня (1709 м)
- Боревка (1694 м)
- Буштул (1691 м)
- Яйко-Ілемське (1679 м)
- Боярин (Короткан) (1679 м)
- Поленський (1674 м)
- Берть (1666 м)
- Синяк (1665 м)
- Яйко-Перегінське (1595 м)
- Горган Ілемський (1587 м)
- Хом'як (1542 м)